# Birmingham City FC
Birmingham City FC (pronunție în engleză /ˈbɜrmɪŋəm ˈsɪti/) este un club de fotbal din Birmingham, Anglia, care evoluează în EFL Championship. Format în 1875 sub numele de Mica Alianță, Birmingham F.C. în 1905, și Birmingham City F.C. în 1943. Sponsorul 2016/2017 este 888sport.

## Culori
În secolele 19 și 20 echipa Birmingham F.C. a folosit acasă tricoul albastru cu alb, iar în deplasare alb, albastru sau negru. Din 2000 până în sezonul 2009-10 a folosit acasă un tricou alb cu albastru iar în deplasare alb. Din sezonul 2010-11 Birmingham City FC folosește în deplasare un tricou alb cu roșu.

## Palmares
Palmaresul clubului include următoarele:
- Liga secundă
  - Campioană: 1893, 1921, 1948, 1955
  - Locul 2: 1894, 1901, 1903, 1972, 1985, 2007
- Liga a treia
  - Campioană: 1995
  - Locul 2: 1992
- FA Cup
  - Finalistă: 1931, 1956
- Cupa Ligii
  - Campioană: 1963,2011

- - Finalistă: 2001
- Cupa Târgurilor
  - Finalistă: 1960, 1961
- Trofeul FL
  - Campioană: 1991, 1995
- Birmingham Senior Cup
  - Campioană: 1905, 1907, 1915, 1920, 1921, 1922, 1983, 1996, 1999, 2000, 2003

### European
- UEFA Europa League
  -  Faza Grupelor (1) : 2012